# Ouzouer-sur-Trézée
 Ouzouer-sur-Trézée  es una población y comuna francesa, situada en la región de Centro, departamento de Loiret, en el distrito de Montargis y cantón de Briare.

## Demografía
| 1308 | 1269 | 1216 | 1218 | 1185 | 1209 |
| Para los censos de 1962 a 1999 la población legal corresponde a la población sin duplicidades (Fuente: INSEE [Consultar]) |      |      |      |      |      |